# Kékélésso
Kékélésso est une commune rurale du département de Bobo-Dioulasso de la province du Houet dans la région du Hauts-Bassins au Burkina Faso.

## Géographie
Kékélésso est située dans le 3e arrondissement du département de Bobo-Dioulasso, à environ 3 km au sud de Kouentou et à 22 km du centre de Bobo-Dioulasso.

## Éducation et santé
Le centre médical le plus proche de Kékélésso est le centre de santé et de promotion sociale (CSPS) de Kouentou.